# Kasperskolen
Kasperskolen er en specialskole for børn fra 0.-10. klasse med autisme og ADHD. Skolen startede i 1976 under navnet "Parkskolens Centerafdeling for Kontakthæmmede Børn". Dengang fungerede skolen som Helhedsskole med skolegang fra 08-16 hver dag.
I 1991 blev der oprettet en skolefritidsordning, først under navnet Kileremmen og senere under navnet Firkløveren.
I 2000 blev skolefritidsordningen nedlagt, og skolen blev omlagt til et helhedstilbud.
I 2003 blev skolen slået sammen med Københavns Amts ADHD afdeling, og flyttede ud i Præstemosecentret, hvor bygningerne "deles" med Ordblindeinstituttet.
I 2014 blev skolen lagt sammen med Lautrupgårdskolen.
I 2019 flyttede skolen til nye lokaler i Skovlunde
Frem til 1997 var skolen en del af Ballerup Kommune. I 1997 blev skolen en del af Københavns Amt. I forbindelse med Strukturreformen blev skolen en del af Ballerup Kommune igen.